# Gaston Waringhien

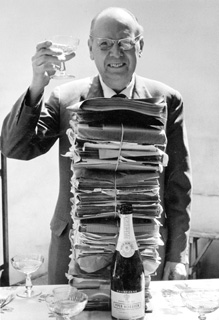
Gaston Waringhien nad manuskryptem Plena Ilustrita Vortaro, 1966

Gaston Waringhien (ur. 20 lipca 1901 w Lille, Francja; zm. 20 grudnia 1991 w Paryżu) – francuski lingwista, tłumacz, leksykograf i esperantysta. 
Członek Akademio de Esperanto i jej przewodniczący w latach 1963–1979. Autor lub współautor m.in. Plena Ilustrita Vortaro de Esperanto (Pełnego Ilustrowanego Słownika Esperanckiego; pierwsze wyd. w roku 1970).